# Демидовское (Архангельская область)
Демидовское — село в Шенкурском районе Архангельской области. Входит в состав муниципального образования «Ровдинское».

## География
Деревня расположена в южной части Архангельской области, в таёжной зоне, в пределах северной части Русской равнины, в 62 километрах на юг от города Шенкурска, на правом берегу реки Пуя, притока Ваги. Ближайшие населённые пункты: на северо-западе, на противоположенном берегу реки, деревня Щебневская, на юге деревня Леоновская. В 2 км от села пролегает автомобильная дорога федерального значения М8 «Холмогоры».
Часовой пояс
Демидовское, как и вся Архангельская область, находится в часовой зоне МСК (московское время). Смещение применяемого времени относительно UTC составляет +3:00.

## Население
| 2002 | 2010 | 2012 |
| ---- | ---- | ---- |
| 87   | ↘54  | ↗59  |

## История
Нижнепуйский приход в селе Демидовском был образован в 1834 году. На этот момент в селе находилось два храма: церковь, построенная в 1729 году в честь Димитрия Солунского, и церковь в честь Владимирской иконы Божией Матери, 1794 года постройки.
Село указано в «Списке населённых мест по сведениям 1859 года» в составе Шенкурского уезда (1-го стана) Архангельской губернии под номером «2111» как «Дмитрiевское (Демидовское и Мѣшковская)». Насчитывало 8 дворов, 35 жителей мужского пола и 41 женского.
В 1882 году в селе организована церковно-приходская школа, расположенная в специально нанятом помещении с отоплением. На 1884 год в школе обучались 28 мальчиков и 5 девочек.
В «Списке населенных мест Архангельской губернии к 1905 году» село Демидовское (Погостъ) насчитывало 16 дворов, 47 мужчин и 55 женщин. В административном отношении деревня входила в состав Нижнепуйского сельского общества Ровдинской волости. Также указано, что в селе находилась церковь и школа.
На 1 мая 1922 года в поселении 25 дворов, 55 мужчин и 70 женщин.

## Достопримечательности
Церковь Иконы Божией Матери Владимирская  Объект культурного наследия № 2900001386  — деревянная церковь, обшитая тесом. Построена в 1794—1795 годах и перестроена в 1881 году. По конструкции двусветный четверик с повалом, завершавшийся главкой, с пятигранной апсидой, небольшой трапезной и многомаршевым крыльцом. В советское время венчания были сломаны.
- Церковь Иконы Божией Матери Владимирская в Демидовском